# Natalie Delamere
Pas d'image ? Cliquez ici

a Compétitions nationales et continentales officielles uniquement.

b Matchs officiels uniquement.
Dernière mise à jour le 5 mars 2025.
Natalie Delamere, née le 9 novembre 1996 à Murupara (Nouvelle-Zélande), est une joueuse internationale néo-zélandaise de rugby à XV évoluant aux postes de troisième ligne centre et de talonneuse.

## Biographie
Natalie Delamere naît le 9 novembre 1996 à Murupara en Nouvelle-Zélande. En 2022, elle joue pour la franchise de Matatū. Elle compte deux sélections en équipe de Nouvelle-Zélande quand elle est retenue en septembre 2022 pour disputer sous les couleurs de son pays la Coupe du monde qui se joue pour elle à domicile.
À l'automne 2023, elle participe, toujours dans son pays, au WXV.